# Máloostní
Máloostní (Cypriniformes) je řád převážně sladkovodních paprskoploutvých ryb, zahrnující i hospodářsky významné druhy, jako jsou kapři, amur bílý, tolstolobik nebo bolen, a některé ryby akvarijní (koi, dánio). Řád obsahuje šest čeledí, 321 rodů přes 3000 druhů ryb.
Pro máloostné je typický malý počet tvrdých ploutevních paprsků na okrajích ploutví. Mají jedinou hřbetní ploutev, šupiny jsou cykloidní. Je u nich vyvinut tzv. Weberův orgán, řada sluchových kůstek, které vznikly přeměnou částí obratlů a které spojují plynový měchýř a vnitřní ucho ryby. Zuby v ústní dutině bývají redukované a jejich funkci přebírají požerákové zuby na posledním žaberním oblouku.

## Systém
- řád máloostní (Cypriniformes)
  - podřád Cobitoidea
    - mřenkovití (Balitoridae)
    - pakaprovcovití (Catostomidae)
    - přísavkovití (Gyrinocheilidae)
    - sekavcovití (Cobitidae)

  - podřád Cyprinoidea
    - kaprovití (Cyprinidae)
    - Psilorhynchidae

  - nadčeleď Paedocypridoidea
    - Paedocyprididae